# شاموجی

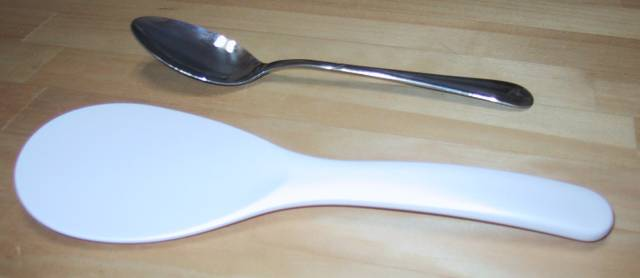
شاموجی

شاموجی (به ژاپنی: しゃもじ Shamoji) یکی از ابزارهایی است که در آشپزی ژاپنی بکار می‌رود. این ابزار برای برداشتن و تقسیم برنج بکار می‌رود.

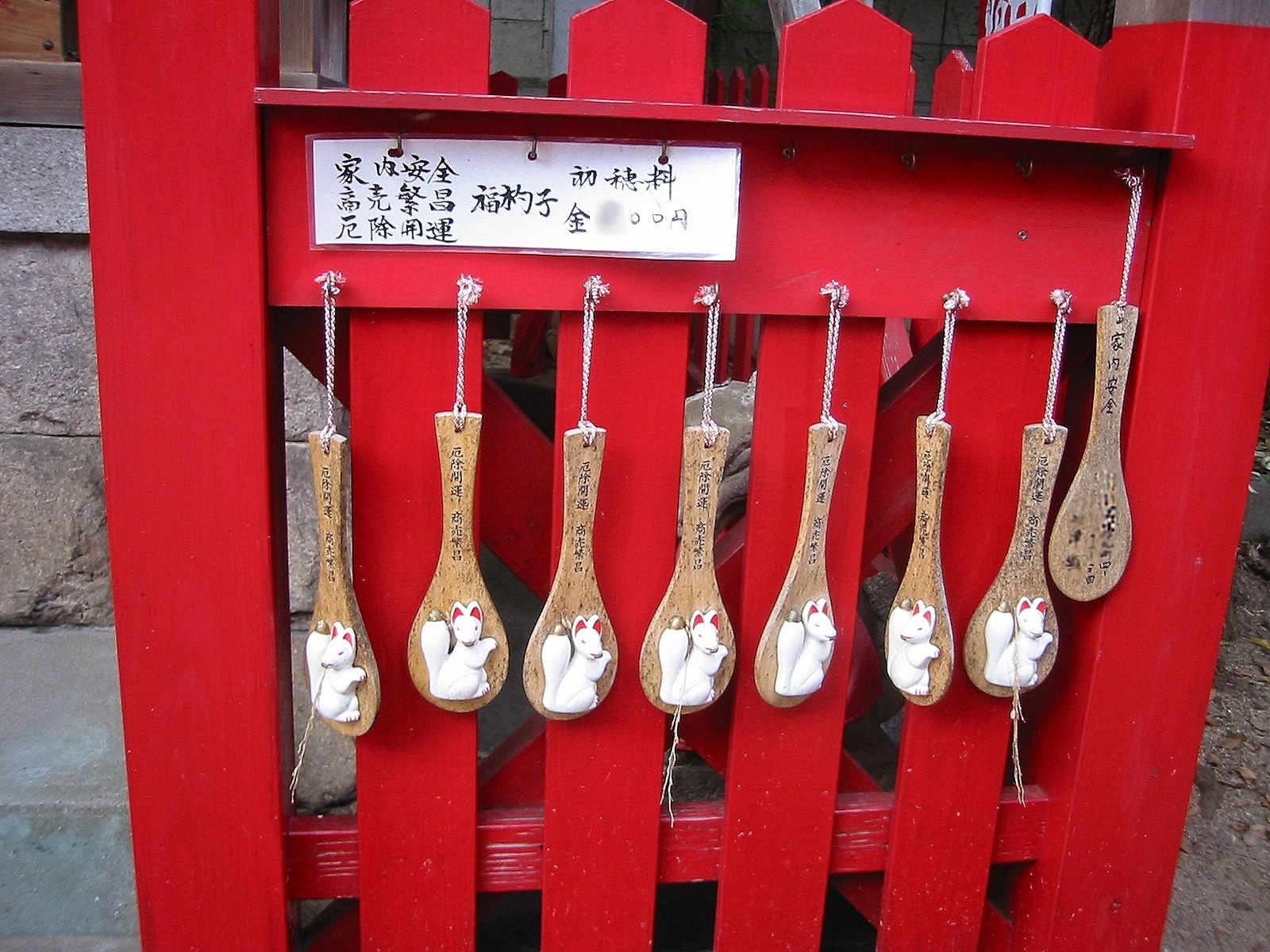
شاموجی رنگی برای تزئین و آرزوی رونق برای کسب و کار نیز بکار می‌رود.